# Jaboncillo, Veracruz
Jaboncillo är en ort i Mexiko.   Den ligger i kommunen Pánuco och delstaten Veracruz, i den östra delen av landet, 300 km norr om huvudstaden Mexico City. Jaboncillo ligger 10 meter över havet och antalet invånare är 301.
Terrängen runt Jaboncillo är mycket platt. Runt Jaboncillo är det glesbefolkat, med 11 invånare per kvadratkilometer. Närmaste större samhälle är Pánuco, 11,3 km nordväst om Jaboncillo. Trakten runt Jaboncillo består till största delen av jordbruksmark.